# Niobe (Schiff, 1900)
Die Niobe war ein Kleiner Kreuzer der Gazelle-Klasse der Kaiserlichen Marine.
Nach dem Ersten Weltkrieg blieb die längst veraltete Niobe als Reserveschiff bei der Reichsmarine, wurde allerdings nicht wieder in Dienst gestellt, sondern 1925 von der Liste der Schiffe gestrichen und ohne Bewaffnung nach Jugoslawien verkauft. Dort wurde sie nach Umbau als Schulkreuzer Damalcija in Dienst gestellt. Während des Zweiten Weltkrieges kam sie dann als Cattaro unter italienische und zuletzt wiederum als Niobe erneut unter deutsche Flagge, ehe sie Ende 1943 strandete und von britischen Motortorpedobooten zerstört wurde.

## Kaiserliche Marine

### Vorkriegseinsätze
Die Niobe war der erste von fünf Kreuzern der Gazelle-Klasse, die bei der Werft AG Weser in Bremen für die Kaiserliche Marine gebaut wurden. Der Kiel wurde am 30. August 1898 gelegt, und das Schiff lief am 18. Juli 1899 vom Stapel, nachdem es der Erste Bürgermeister Bremens, Dr. Pauli, auf den Namen Niobe getauft hatte. Von 1862 bis 1890 hatte bereits eine Fregatte diesen Namen getragen. Der neue Kreuzer wurde am 25. Juni 1900 zu Probefahrten bis zum 22. August 1900 in Dienst gestellt.

#### Erste Einsatzzeit

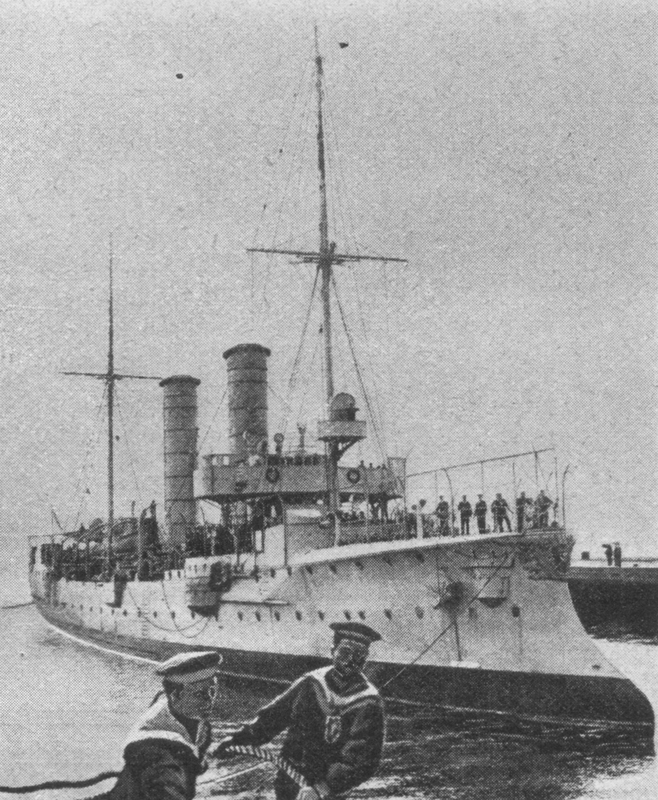
Die Niobe

Am 11. April 1901 erfolgte die Indienststellung in den aktiven Dienst, zuerst als Flottillenschiff der I. T-Flottille. Ihr Kommandant war der spätere Flottenchef Reinhard Scheer, der sie ab April bis Juni 1902 erneut befehligte. Ab Ende Juni wurde sie Begleitkreuzer der Kaiseryacht Hohenzollern auf der jährlichen Nordlandreise, die 1901 wegen des Todes von Kaiserin Victoria – der Mutter Kaiser Wilhelms II. – vorzeitig abgebrochen wurde. Im September 1901 wurde die Niobe erneut als Begleitkreuzer der Kaiseryacht herangezogen, als sich Wilhelm II. mit dem russischen Zaren Nikolaus II. traf. 1902 wurde der Kreuzer wieder von April bis Juni bei der I. T-Flottille eingesetzt. 1903 trat er nach Einsatz von April bis Juni bei der I. T-Flottille – jetzt unter Franz Hipper – zum neu geschaffenen Verband der Aufklärungsschiffe der Hochseeflotte, nachdem ein erwogener Einsatz vor Venezuela abgesagt worden war.
Am 28. September 1904 wurde der Kreuzer vorläufig außer Dienst gestellt. Während der zwei folgenden Jahre in Reserve erfolgte eine Grundüberholung.

#### Zweite Einsatzzeit

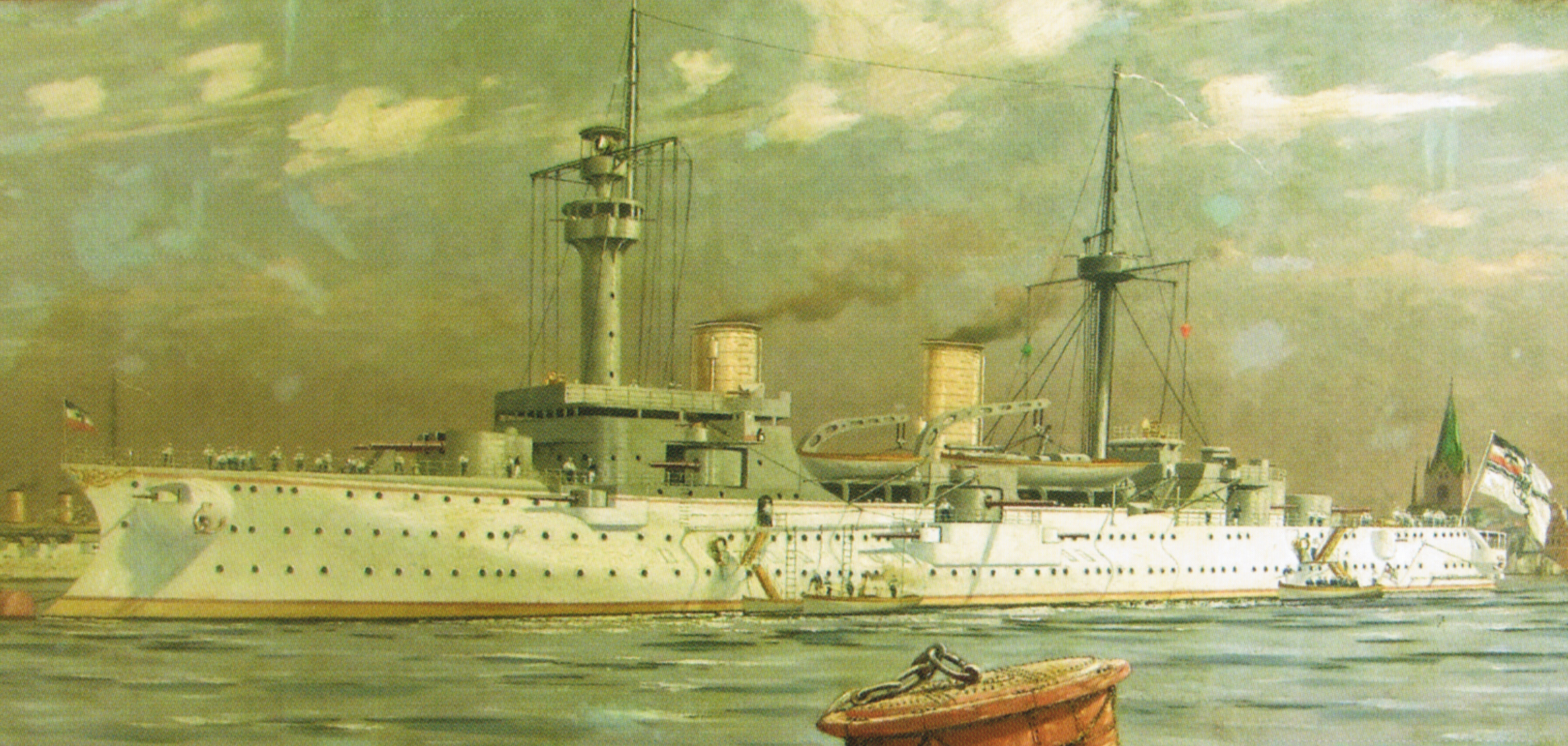
Flaggschiff Fürst Bismarck

Am 19. Juni 1906 wurde die Niobe wieder in Dienst gestellt. Sie verließ Wilhelmshaven am 9. Juli und traf am 8. September beim Kreuzergeschwader in Ostasien ein. Sie ersetzte dort ihr Schwesterschiff Thetis und war zeitweilig das einzige größere Schiff neben dem Flaggschiff Fürst Bismarck. Erst 1907 trafen dann auch die Kleinen Kreuzer Leipzig und Arcona in Ostasien ein. Die Niobe begleitete im Sommer 1907 das Flaggschiff bei einem Besuch Japans.
Am 31. Januar 1909 begann sie in Tsingtau die Rückreise nach Kiel, wo sie am 21. März eintraf, bis sie dann am 31. März 1909 in Danzig erneut außer Dienst gestellt wurde.

### Erster Weltkrieg
Am 2. August 1914 wurde im Zuge der Mobilmachung auch die Niobe wieder in Dienst gestellt. Bis zum 5. September 1915 war sie im Küstenwachdienst in der Deutschen Bucht eingesetzt, wobei ihre Kommandanten häufig gleichzeitig die Führung der Hafenflottille der Jade und Weser ausübten. Die Niobe blieb ab September 1915 mit reduzierter Besatzung im Dienst und diente vor allem als Büroschiff für verschiedene Stäbe, meist für den Befehlshaber der Sicherung der Nordsee (BSN). Am 3. Februar 1919 wurde sie endgültig außer Dienst gestellt.

### Kommandanten
| 25. Juni bis 22. August 1900      | Korvettenkapitän Heinrich Bredow                               |
| 11. April bis 26. Juni 1901       | Korvettenkapitän Reinhard Scheer                               |
| 27. Juni bis September 1901       | Korvettenkapitän Joachim von Oriola                            |
| 1. Oktober 1901 bis 1. April 1902 | Kapitänleutnant Felix Schultz (reduzierte Besatzung)           |
| 1. April bis 2. Juli 1902         | Korvettenkapitän Reinhard Scheer                               |
| 2. Juli bis September 1902        | Fregattenkapitän Carl Schönfelder                              |
| Oktober 1902 bis April 1903       | Korvettenkapitän Heinrich Sass                                 |
| April bis Juni 1903               | Korvettenkapitän Franz Hipper                                  |
| Juni bis 30. September 1903       | Korvettenkapitän Heinrich Sass                                 |
| Oktober 1903                      | Korvettenkapitän Christian Schütz                              |
| Oktober bis November 1903         | Kapitänleutnant Adalbert Kinel (in Vertretung)                 |
| November 1903 bis Januar 1904     | Kapitänleutnant Karl Heuser (in Vertretung)                    |
| Januar bis 28. September 1904     | Korvettenkapitän / Fregattenkapitän Fritz Hoffmann             |
| 19. Juni 1906 bis Juli 1907       | Korvettenkapitän / Fregattenkapitän Max Witschel               |
| Juli 1907 bis September 1908      | Korvettenkapitän Hugo Langemak                                 |
| September bis November 1908       | Fregattenkapitän Freiherr Gottfried von Dalwigk zu Lichtenfels |
| November 1908 bis 31. März 1909   | Fregattenkapitän Carl Hollweg                                  |
| 2. August 1914 bis Mai 1915       | Fregattenkapitän Max Kühne                                     |
| Mai bis 8. September 1915         | Kapitän zur See Ernst Ewers                                    |
| 8. September 1915 bis Januar 1916 | Kapitänleutnant Fritz Gruenhagen (reduzierte Besatzung)        |
| Januar 1916 bis Dezember 1917     | Oberleutnant zur See Karl Seydel (reduzierte Besatzung)        |
| Dezember 1917 bis Januar 1918     | Korvettenkapitän Wilhelm Prentzel (reduzierte Besatzung)       |
| Januar bis August 1918            | Korvettenkapitän Edgar Angermann (reduzierte Besatzung)        |
| August 1918 bis 3. Februar 1919   | unbekannt (reduzierte Besatzung)                               |

## Reichsmarine
Da das Schiff nach dem Kriegsende nicht an die Alliierten ausgeliefert werden musste, blieb es als Reserveschiff im Besitz der Reichsmarine. Es wurde im Juni 1925 endgültig aus der Liste der Kriegsschiffe gestrichen und anschließend unbewaffnet nach Jugoslawien als „Bereisungsschiff“ verkauft.

## Jugoslawische Marine: SchulkreuzerDalmacija(1926–1941)

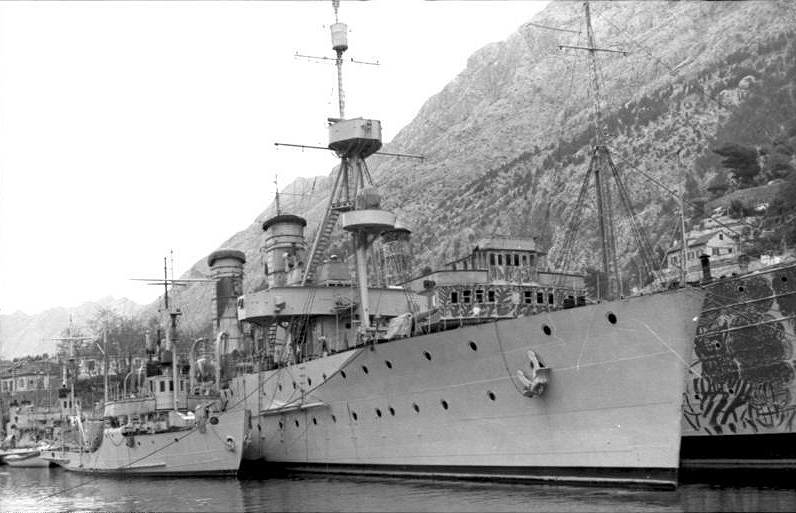
Die umgebaute Dalmacija

Das Schiff wurde über Mittelsmänner 1926 von der jugoslawischen Marine erworben und bis 1927 zum Schulkreuzer Dalmacija umgebaut. 1930 wurde der Kreuzer modernisiert.

### Veränderte technische Daten
- Verdrängung: 2.360 Tonnen
- Bewaffnung:
  - 6 Fla-Geschütze Kaliber 8,4 cm
  - 4 Geschütze Kaliber 4,7 cm
  - 2 MGs
- Besatzung: 300 Mann

## Zweiter Weltkrieg
Während des Angriffs der Achsenmächte auf Jugoslawien im Zweiten Weltkrieg wurde die Dalmacija am 17. April 1941 im Hafen von Kotor von Italien erbeutet und unter dem Namen Cattaro in die italienische Marine übernommen. Da das Schiff zu diesem Zeitpunkt schon ziemlich verbraucht war, wurde es als Kanonenboot klassifiziert und der Artillerieschule in Pola zugeteilt. Zwischen 1942 und 1943 beschoss sie Stellungen jugoslawischer Partisanen und diente der Unterseebootschule sowie den italienischen Torpedofliegern aus Gorizia als Zielschiff. Am 31. Juli 1942 wurde die Cattaro südlich von Premantura von einem britischen U-Boot angegriffen, jedoch trafen die gegnerischen Torpedos das Ziel nicht, da der gegnerische Kommandant wahrscheinlich den Tiefgang oder die Geschwindigkeit des alten Kreuzers unterschätzt hatte.
Nach dem Zusammenbruch des faschistischen Italien 1943 wurde der Kreuzer im Hafen von Pola am 9. September 1943 von deutschen Truppen erbeutet und in den Dienst der deutschen Kriegsmarine übernommen. Man wollte ursprünglich dem Kreuzer nach seiner Übernahme durch die Kriegsmarine den österreich-ungarischen Traditionsnamen Zenta geben, danach schlug der Kommandierende Admiral Adria Vizeadmiral Joachim Lietzmann persönlich den Namen Novara vor. Beide Namen stammten von ehemaligen Kreuzern der österreichischen Marine, doch bekam das Schiff auf Anweisung des Oberkommandos der Marine seinen ursprünglichen Namen Niobe zurück. Der Kreuzer wurde mit einer deutsch-kroatischen Besatzung von der Kriegsmarine in der Adria eingesetzt.

## Verbleib
Am 19. Dezember 1943 lief die Niobe bei dichten Nebel vor der Südküste Silbas auf einen Unterwasserfelsen auf. Nachdem alle Versuche das Schiff freizubekommen gescheitert waren, wurde es am 22. Dezember 1943 von den britischen Motortorpedoboote MTB 226 und MTB 228 angegriffen. Dabei traf einer der Torpedos die Munitionskammer, wodurch der Rumpf in zwei Teile zerbrach. Wenig später wurde das Schiff von der hungernden Inselbevölkerung und Partisanen geplündert. 1947 begann die Brodosplit-Werft schließlich mit dem Abbruch des Wracks; Überreste lassen sich aber noch heute am Ort der Strandung finden.